# Liste der Baudenkmäler in Titting

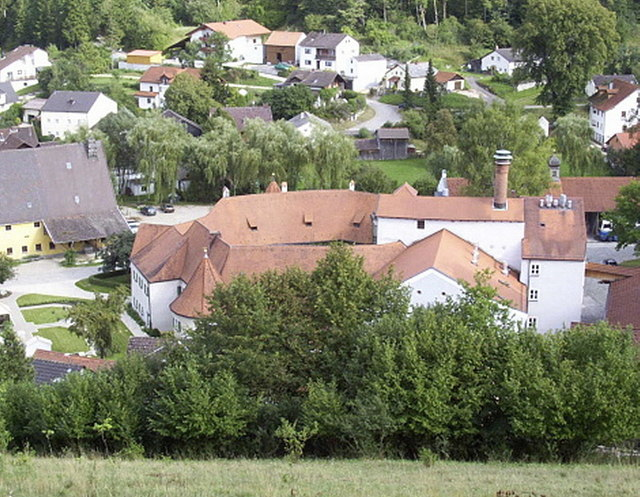
Blick auf Schloss Titting

Auf dieser Seite sind die Baudenkmäler in dem oberbayerischen Markt Titting zusammengestellt. Diese Tabelle ist eine Teilliste der Liste der Baudenkmäler in Bayern. Grundlage ist die Bayerische Denkmalliste, die auf Basis des Bayerischen Denkmalschutzgesetzes vom 1. Oktober 1973 erstmals erstellt wurde und seither durch das Bayerische Landesamt für Denkmalpflege geführt wird. Die folgenden Angaben ersetzen nicht die rechtsverbindliche Auskunft der Denkmalschutzbehörde.

## Baudenkmäler nach Gemeindeteilen

### Titting
| Lage                            | Objekt                                    | Beschreibung | Akten-Nr.               | Bild           |
| ------------------------------- | ----------------------------------------- | --- | ----------------------- | -------------- |
| Am Kreuzberg 1 (Standort)       | Ehemaliges Schloss                        | im Kern spätmittelalterliche Weiherhausanlage, Um- und Neubau 1535–1539, Fürstbischöfliches Pflegamtsschloss 1544–1707, Einrichtung einer Brauerei 1707/10, seit 1855 in Privatbesitz; zweigeschossige Gebäudeflügel mit Satteldächern, im unregelmäßigen Achteck um einen Innenhof angeordnet, 16./17. Jahrhundert, an der Ost- und Westseite je ein dreiviertelrunder Befestigungsturm, 16. Jahrhundert, an der Nordseite übergiebelter Torbau, bezeichnet mit dem Jahr 1645 und 1707, südwestlich im Hof Brauerei, mächtiger zweigeschossiger Satteldachbau, mit Malztenne, 1710, ausgebaut und erhöht 1902; Stütz- und Einfriedungsmauern, wohl 18. Jahrhundert, nordwestlich; kleines zweigeschossiges Nebengebäude mit Walmdach, auf hohem Kellergeschoss, in Art eines Turmpavillons, bezeichnet mit dem Jahr 1786, westlich; großes massives Wirtschaftsgebäude (sogenanntes Ochsenhaus), zweigeschossiger Steilsatteldachbau mit dreigeschossigem Giebel und Aufzugsluken, bezeichnet mit dem Jahr 1707 und 1786. | D-1-76-164-3 Wikidata   | weitere Bilder |
| Am Kreuzberg 4 (Standort)       | Ehemaliges Baderhaus                      | seit 1858 Gastwirtschaft, jetzt Wohnhaus und Bräustüberl, giebelständiger erdgeschossiger Satteldachbau, mit ausgebautem Kniestock und Kalkplatten (erneuert), im Kern 17./18. Jahrhundert; Stadel, massiver Steildachbau mit Fachwerkgiebeln, westlicher Teil wohl noch 18. Jahrhundert, Stallteil Ende 19. Jahrhundert nach Osten erweitert. | D-1-76-164-4 Wikidata   | weitere Bilder |
| Am Kreuzberg 5 (Standort)       | Kleinhaus                                 | eingeschossiger Satteldachbau in Hanglage, Bruchsteinmauerwerk, mit Putzgliederung, erbaut 1869 | D-1-76-164-109 Wikidata | BW             |
| Am Kreuzberg 9 (Standort)       | Ehemaliges Fürstbischöfliches Landgericht | jetzt Wohnhaus, zweigeschossiger traufständiger Satteldachbau auf hohem Kellergeschoss, bezeichnet mit dem Jahr 1616; stark modernisiert. | D-1-76-164-5 Wikidata   | BW             |
| Am Kreuzberg 22 (Standort)      | Ehemaliger Sommerkeller                   | jetzt Künstlerwerkstatt, erdgeschossiger Satteldachbau über hangseitig freiliegendem Untergeschoss, um 1840; über dreigeschossiger tonnengewölbter Kelleranlage (11,5 m lang) aus Kalksteinquadern, um 1800. | D-1-76-164-103 Wikidata | BW             |
| Am Stock 6 (Standort)           | Kleinbauernhaus                           | erdgeschossiger Satteldachbau, mit ausgebautem Kniestock und Kalkplatten, zweite Hälfte 19. Jahrhundert. | D-1-76-164-96 Wikidata  | weitere Bilder |
| Am Stock 15 (Standort)          | Haustür                                   | geschnitzt, neugotisch, (erneuert?), um 1880. | D-1-76-164-7 Wikidata   | weitere Bilder |
| Marktstraße 2 (Standort)        | Wohnhaus                                  | Krameranwesen, zweigeschossiger traufständiger Satteldachbau, 18. Jahrhundert, östlich erdgeschossiger Ladenanbau, um 1900. | D-1-76-164-8 Wikidata   | weitere Bilder |
| Marktstraße 14 (Standort)       | Ehemaliges Benefiziatenhaus               | zweigeschossiger giebelständiger Satteldachbau, mit Kalkplatten, 1740, Fassadenmalerei aus jüngerer Zeit; ehemaliges kleines Waschhaus, kleiner erdgeschossiger Satteldachbau, mit Kalkplatten, 19. Jahrhundert; Brunnensäule, Gusseisen, und Steintrog, Ende 19. Jahrhundert, vor dem Haus. | D-1-76-164-9 Wikidata   | weitere Bilder |
| Marktstraße 19 (Standort)       | Katholische Pfarrkirche St. Michael       | Saalkirche mit Steildach, von Franz Xaver Will neu erbaut 1950/51, unter Beibehaltung des Turms nach Plänen von Benedikt Ettl von 1713, im Kern wohl 1599; mit Ausstattung | D-1-76-164-1 Wikidata   | weitere Bilder |
| Marktstraße 21 (Standort)       | Ehemaliges Schulhaus                      | jetzt Tourismusinformation und Wohnhaus, zweigeschossiger Walmdachbau, mit Schleppgauben, Anfang 19. Jahrhundert, Westflügel, gleichartig, Ende 19. Jahrhundert. | D-1-76-164-11 Wikidata  | weitere Bilder |
| Marktstraße 25 (Standort)       | Barocker Ausleger                         | | D-1-76-164-12 Wikidata  | weitere Bilder |
| Martinsgasse 4 (Standort)       | Bauernhof                                 | Wohnstallhaus, erdgeschossiger Satteldachbau, mit ausgebautem Fachwerk-Kniestock (verputzt) und Kalkplatten, Ende 18./Anfang 19. Jahrhundert; Stadel, Steildachbau, Oberteil Fachwerk, mit Zwicktaschendach, zweite Hälfte 19. Jahrhundert. | D-1-76-164-14 Wikidata  | BW             |
| Martinsgasse 5 (Standort)       | Kapelle St. Martin                        | kleiner Saalbau mit Steildach, Fachwerkdachreiter, 1725, wohl auf mittelalterlicher Grundlage; mit Ausstattung | D-1-76-164-2 Wikidata   | weitere Bilder |
| Nähe Am Galgenberg (Standort)   | Wegkapelle                                | kleiner Satteldachbau mit Nische, 18. Jahrhundert; mit Ausstattung; an der Straße nach Morsbach. | D-1-76-164-19 Wikidata  | weitere Bilder |
| Nähe Am Kreuzberg (Standort)    | Wegkapelle                                | kleiner Satteldachbau, mit Holztür, wohl noch 18. Jahrhundert; unter dem Pfleimberg am Weg nach Tafelmühle. | D-1-76-164-18 Wikidata  | weitere Bilder |
| Nähe Emsinger Straße (Standort) | Wegkapelle                                | kleiner Satteldachbau, mit profiliertem Giebelfeld, 18. Jahrhundert; am Ortsausgang Richtung Emsing. | D-1-76-164-17 Wikidata  | weitere Bilder |
| Nähe Sammühler Weg (Standort)   | Flurkapelle                               | kleiner Satteldachbau, Fassadengliederung mit Pilastern und Ädikula im Giebelfeld, 18. Jahrhundert; mit Ausstattung; am Weg nach Sammühle. | D-1-76-164-20 Wikidata  | weitere Bilder |
| Pfleimberg (Standort)           | Kreuzweg                                  | Kreuzigungsgruppe, 14 Stationen mit Relieftafeln auf Säulen, Obereichstätter Eisenguss, 1886, am Pfleimberg. | D-1-76-164-16 Wikidata  | Kreuzweg       |
| Sammühler Weg 4 (Standort)      | Ehemaliger Stadel                         | jetzt Wohnhaus, Satteldachbau mit Fachwerk-Kniestock und -giebel, mit Kalkplatten (erneuert), wohl zweites Viertel 19. Jahrhundert, | D-1-76-164-15 Wikidata  | BW             |

### Ablaßmühle
| Lage                  | Objekt         | Beschreibung | Akten-Nr.              | Bild           |
| --------------------- | -------------- | --- | ---------------------- | -------------- |
| Ablaßmühle (Standort) | Hofkapelle     | Satteldachbau mit Vorhalle und Figurennische, Putzgliederung, unterkellert, 1832; mit Ausstattung                                                      | D-1-76-164-21 Wikidata | weitere Bilder |
| Ablaßmühle ()         | Fachwerkstadel | Großer Fachwerkstadel mit Kalkplattendach, wohl erste Hälfte 19. Jahrhundert. Besichtigung am 22.9.2024: nicht vorgefunden, offensichtlich abgebrochen | D-1-76-164-22 Wikidata |                |

### Aichmühle
| Lage                   | Objekt    | Beschreibung | Akten-Nr.              | Bild           |
| ---------------------- | --------- | --- | ---------------------- | -------------- |
| Aichmühle 1 (Standort) | Aichmühle | Wohnhaus und Mühlgebäude, zweigeschossiger giebelständiger Satteldachbau mit runder Aufzugsluke, Putzbandgliederung, Sonnenuhr und originaler Haustür, erbaut 1848; Zuhaus (Korb), zweigeschossiger Satteldachbau auf Bruchsteinsockel, mit Kalkplatten, Obergeschoss mit Fachwerk, 18. Jahrhundert; angebaute Hofkapelle, kleiner Satteldachbau mit Kalkplatten, 19. Jahrhundert. | D-1-76-164-23 Wikidata | weitere Bilder |

### Altdorf
| Lage                        | Objekt                               | Beschreibung | Akten-Nr.               | Bild           |
| --------------------------- | ------------------------------------ | --- | ----------------------- | -------------- |
| Am Blaubrunnen 1 (Standort) | Wegkreuz                             | Holzkreuz mit geschnitztem Corpus, 19. Jahrhundert; am Aufgang zur Burg bei der Quelle. | D-1-76-164-29 Wikidata  | weitere Bilder |
| Am Blaubrunnen 3 (Standort) | Bauernhaus                           | zweigeschossiger giebelständiger Satteldachbau, Anfang 19. Jahrhundert, im Kern älterer Fachwerkbau, mit Wandbild (verputzt). | D-1-76-164-25 Wikidata  | weitere Bilder |
| Burgstraße (Standort)       | Wegkapelle                           | kleiner Steildachbau mit Wandbild, 18. Jahrhundert; mit Ausstattung; an der Straße nach Wachenzell am Ortsausgang. | D-1-76-164-28 Wikidata  | BW             |
| Burgstraße 12 (Standort)    | Stadel                               | quer erschlossener, zweigeschossiger Flachsatteldachbau mit Kalkplattendach, 1583 (dendro.dat.), südlicher Teil mit Fachwerk-Kniestock, 18. Jh. | D-1-76-164-107 Wikidata | weitere Bilder |
| Dr.-Kurz-Platz 1 (Standort) | Katholische Pfarrkirche St. Nikolaus | Saalkirche mit Walmdach, Langhaus von Gabriel de Gabrieli 1733 neu erbaut, Unterbau des Chorturms mittelalterlich, mit oktogonalem Aufsatz und Mansardhelm; mit Ausstattung; östliche Friedhofsmauer, 18. Jahrhundert (erneuert).                           | D-1-76-164-24 Wikidata  | weitere Bilder |
| Dr.-Kurz-Platz 5 (Standort) | Mühle                                | Wohnhaus, stattlicher, dreigeschossiger, barocker Bau mit Mansardwalmdach, um 1730, wohl von Gabriel de Gabrieli; Mühl- und Lagergebäude, zweigeschossiger traufständiger Flachsatteldachbau, mit Zwerchgiebel und Zierfachwerk, um 1900, gegenüberliegend. | D-1-76-164-26 Wikidata  | weitere Bilder |

### Brunneck
| Lage                   | Objekt             | Beschreibung | Akten-Nr.     | Bild           |
| ---------------------- | ------------------ | --- | ------------- | -------------- |
| Brunnenberg (Standort) | Burgruine Brunneck | von den Herren von Heideck erbaut Ende 14. Jahrhundert, nach 1423 Ausbau als fürstbischöfliches Pflegamtsschloss, nach 1691 verfallen; Reste zweier Mauerzüge erhalten. | D-1-76-164-27 | weitere Bilder |

### Bürg
| Lage               | Objekt                                  | Beschreibung | Akten-Nr.              | Bild           |
| ------------------ | --------------------------------------- | --- | ---------------------- | -------------- |
| Bürg 8 (Standort)  | Bauernhaus                              | erdgeschossiger breitgelagerter Satteldachbau, mit ausgebautem Kniestock und Kalkplatten, mit originaler Haustür, Anfang 19. Jahrhundert.                                                   | D-1-76-164-32 Wikidata | weitere Bilder |
| Bürg 12 (Standort) | Katholische Filialkirche St. Laurentius | über einem Burgstall errichtete im Kern mittelalterliche Saalkirche mit Steildach und Dachreiter, Ende 16./Anfang 17. Jahrhundert errichtet, 1725 renoviert, 1898 erneuert; mit Ausstattung | D-1-76-164-31 Wikidata | weitere Bilder |

### Emsing
| Lage                            | Objekt                             | Beschreibung | Akten-Nr.               | Bild           |
| ------------------------------- | ---------------------------------- | --- | ----------------------- | -------------- |
| Am Kirchberg 14 (Standort)      | Ehemaliges Schulhaus               | jetzt Wohnhaus, zweigeschossiger traufständiger Satteldachbau, mit Kalkplattendach (erneuert), um 1870; an den Hang gebaut, oberhalb der Kirche. | D-1-76-164-34 Wikidata  | BW             |
| Am Kirchberg 16 (Standort)      | Ehemaliger Schulstadel             | massiver Satteldachbau mit Korbbogentor und Kalkplattendach, zweite Hälfte 19. Jahrhundert; ursprünglich zu Haus Nr. 14 gehörig. | D-1-76-164-91 Wikidata  | weitere Bilder |
| Am Mühlbach 2 (Standort)        | Wohnteil der ehemaligen Untermühle | erdgeschossiger breitgelagerter Satteldachbau mit Kniestock und verputztem Fachwerkgiebel, 18. Jahrhundert. | D-1-76-164-97 Wikidata  | BW             |
| Hauptstraße 8 (Standort)        | Bauernhaus                         | zweigeschossiger Satteldachbau, mit Fachwerkobergeschoss (traufseitig) und Kalkplattendach, äußere Erscheinung 19. Jahrhundert, im Kern älter; Fachwerkstadel, Satteldachbau, im Obergeschoss verbrettert, wohl frühes 19. Jahrhundert. | D-1-76-164-98 Wikidata  | weitere Bilder |
| Hauptstraße 10 (Standort)       | Ehemaliges Kleinbauernhaus         | jetzt, Hotelgebäude, erdgeschossiger giebelständiger Wohnstallbau mit Satteldach, ausgebauter Kniestock, mit Kalkplatten (erneuert), Ende 18./Anfang 19. Jahrhundert. | D-1-76-164-99 Wikidata  | weitere Bilder |
| Hauptstraße 12 (Standort)       | Bauernhaus                         | erdgeschossiger Satteldachbau, mit ausgebautem Kniestock, im Kern Fachwerkbau, mit kurzem Fachwerkflügel, ehemals mit Kalkplattendächern, erste Hälfte 19. Jahrhundert. | D-1-76-164-36 Wikidata  | weitere Bilder |
| Leiten (Standort)               | Wegkapelle                         | kleiner Satteldachbau, mit Okulus, 19. Jahrhundert; an der Straße nach Herlingshard, an der Brücke. | D-1-76-164-39 Wikidata  | weitere Bilder |
| Lindenweg 4 (Standort)          | Bauernhaus                         | Mitterstallbau, zweigeschossiger Satteldachbau, ehemals mit Kalkplattendach, Obergeschoss Fachwerk verputzt, Anfang 19. Jahrhundert, malerisch am Bach gelegen. | D-1-76-164-37 Wikidata  | weitere Bilder |
| Morsbacher Straße 5 (Standort)  | Scheune                            | langgestreckter Satteldachbau, mit Fachwerkoberteil und ehemals Kalkplattendach, Toreinfahrt mittig, erste Hälfte 19. Jahrhundert, erneuert. | D-1-76-164-38 Wikidata  | weitere Bilder |
| Morsbacher Straße 15 (Standort) | Ehemaliges Schulhaus               | jetzt Pfarramt (sogenannter Martinssaal), eingeschossiger Satteldachbau mit hohem Kniestock, 1828 errichtet, stark erneuert; am Eingang zum Friedhof. | D-1-76-164-92 Wikidata  | weitere Bilder |
| Morsbacher Straße 17 (Standort) | Katholische Pfarrkirche St. Martin | Saalkirche mit Steildach, Neubau von 1612 auf älterem Kern, Langhaus 1738 und 1869 erweitert, Turm romanisch, Abschluss 17. Jahrhundert; mit Ausstattung; Friedhof, ehemals befestigt, mit Resten hoher Ummauerung; ehemaliges Beinhaus, wohl 18. Jahrhundert, Umbau zur Kriegerkapelle, 1920; Taufstein und Piscina, beide mittelalterlich, neben dem Pfarramt (sogenannter Martinssaal) aufgestellt; zwei barocke und ein klassizistischer Priestergrabstein in der südlichen Friedhofsmauer eingelassen. | D-1-76-164-33 Wikidata  | weitere Bilder |
| Anlauter (Standort)             | Bildstock                          | quadratischer Pfeiler mit tabernakelartigem Aufsatz, umlaufendes Reliefband, wohl 16. Jh. | D-1-76-164-104 Wikidata | weitere Bilder |
| Anlauter (Standort)             | Brücke über die Anlauter           | dreibogig, in Sandstein und Kalkplatten-Schichtmauerwerk, Mitte 19. Jahrhundert; südlich des Ortes. | D-1-76-164-100 Wikidata | weitere Bilder |

### Erkertshofen
| Lage                          | Objekt                              | Beschreibung | Akten-Nr.     | Bild           |
| ----------------------------- | ----------------------------------- | --- | ------------- | -------------- |
| Erkertshofen ()               | Kapelle St. Antonius                | Satteldachbau mit säulengestützter Vorhalle und geschweiftem Vorschussgiebel, 1914 (bezeichnet mit dem Jahr) an Stelle einer Kapelle von 1712 neu erbaut; mit Ausstattung; nahe der Straße nach Altdorf, am Wald. | D-1-76-164-42 |                |
| An der Straße nach Titting () | Grenzstein                          | wohl 18. Jahrhundert | D-1-76-164-46 |                |
| Kappberg ()                   | Gedenkstein                         | zur Erinnerung an den Limesverlauf, Steinpfeiler auf zweistufigem Podest, mit Inschrift, 1861; an der Straße nach Herlingshard, im Wald.                                                                          | D-1-76-164-44 | Gedenkstein    |
| Kirchstraße 2 ()              | Katholische Pfarrkirche St. Ägidius | Chorturmanlage, errichtet Ende 12. Jahrhundert, erneuert und barockisiert 1708, Langhaus nach Westen verlängert 1920; mit Ausstattung                                                                             | D-1-76-164-40 | weitere Bilder |
| Seewiesenfeld ()              | Gedenkstein                         | zur Erinnerung an den Limesverlauf, Kalksteinpfeiler auf zweistufigem Podest, mit Inschrift, um 1860; an der Straße nach Petersbuch.                                                                              | D-1-76-164-45 |                |
| Tittinger Höhe (Standort)     | Kreuzstein                          | mittelalterlich; an der Straße nach Titting (Ostseite); daneben Bildstock, Kalksteinpfeiler mit vergoldetem Eisenkreuz, Ende 19. Jahrhundert (erneuert).                                                          | D-1-76-164-43 | weitere Bilder |
| Willibaldsruh ()              | St.-Willibalds-Gedenkstein          | 1849, komplett erneuert 1993 (bezeichnet mit dem Jahr); südlich der Straße am Waldrand. | D-1-76-164-47 |                |

### Großnottersdorf
| Lage                | Objekt                                     | Beschreibung | Akten-Nr.      | Bild           |
| ------------------- | ------------------------------------------ | --- | -------------- | -------------- |
| Am Leitenweg ()     | Wegkapelle                                 | kleiner Satteldachbau mit profiliertem Giebelfeld und Eckpilastern, wohl 19. Jahrhundert; an der Straße nach Morsbach. | D-1-76-164-49  |                |
| Brunnenstraße ()    | Brunnenschacht                             | Kreisrunder Brunnenschacht von 36,35 m Tiefe; Durchmesser oben 3,00 m, unten 1,30 m; bis zu −5,90 m Auskleidung als Bruchsteinmauerwerk, ab da gewachsener Stein (Malm-Bankenkalke), Wassertiefe 0,60 – 1,20 m; vermutlich 16./17. Jahrhundert, oberer Rand 1997. | D-1-76-164-101 |                |
| Brunnenstraße 11 () | Katholische Filialkirche Mariä Heimsuchung | Saalkirche mit Steildach, klassizistischer Neubau 1834, unter Einbeziehung des Chorturms vom mittelalterlichen Vorgängerbau, Turmoberteil um 1600; mit Ausstattung                                                                                                | D-1-76-164-48  | weitere Bilder |
| Gereutfeld ()       | Wegkapelle                                 | quadratischer Walmdachbau, mit klassizistischer Portalrahmung, 1902; an der Straße nach Kraftsbuch. | D-1-76-164-50  |                |
| Hirtenweg 4 ()      | Sogenanntes Gemeindehaus                   | erdgeschossiger langgestreckter Mitterstallbau mit hohem Kniestock und Kalkplattendach (erneuert), Mitte 19. Jahrhundert. | D-1-76-164-93  |                |

### Hegelohe
| Lage          | Objekt     | Beschreibung | Akten-Nr.     | Bild |
| ------------- | ---------- | --- | ------------- | ---- |
| Hegelohe 3 () | Grenzstein | Kalksteinpfeiler, Fürstentum Eichstätt-Bayern, um 1818 (stark verwittert und bemoost).                                     | D-1-76-164-53 |      |
| Hegelohe ()   | Kapelle    | rechteckiger Satteldachbau mit Dachreiter, in klassizistischer Form, errichtet 1864, erweitert 1906, instand gesetzt 1984. | D-1-76-164-51 |      |

### Heiligenkreuz
| Lage               | Objekt                             | Beschreibung | Akten-Nr.     | Bild           |
| ------------------ | ---------------------------------- | --- | ------------- | -------------- |
| Heiligenkreuz 5 () | Anderbauer-Kapelle                 | Satteldachbau, 19. Jahrhundert.                                                                                     | D-1-76-164-55 |                |
| Heiligenkreuz 7 () | Katholische Filialkirche Hl. Kreuz | Saalkirche mit Walmdach, Neubau von 1770 unter Verwendung mittelalterlicher Teile, Dachreiter 1832; mit Ausstattung | D-1-76-164-54 | weitere Bilder |

### Herlingshard
| Lage                      | Objekt                           | Beschreibung | Akten-Nr.              | Bild           |
| ------------------------- | -------------------------------- | --- | ---------------------- | -------------- |
| Herlingshard 1 (Standort) | Ehemaliger bischöflicher Gutshof | Wohnhaus neu erbaut; Toreinfahrt, bezeichnet mit dem Jahr 1786, und Hofmauer mit barocken Steinköpfen, zum Teil mit Helmen; Hauskapelle St. Peter und Paul, 1790; mit Ausstattung; Stallgebäude, zweigeschossiger traufständiger Flachsatteldachbau mit Kalkplatten, abgerundete Ecken und Putzgliederung, 18./19. Jahrhundert | D-1-76-164-56 Wikidata | weitere Bilder |

### Kaldorf
| Lage                              | Objekt                              | Beschreibung | Akten-Nr.     | Bild           |
| --------------------------------- | ----------------------------------- | --- | ------------- | -------------- |
| Dorfstraße 12 (Standort)          | Katholische Pfarrkirche St. Andreas | Saalkirche mit Walmdach, von Johann Baptist Camesino unter Einbeziehung gotischer Turmgeschosse 1709 erbaut, Langhaus 1925 verlängert, Turm mittelalterlich, mit barockem Aufbau; mit Ausstattung | D-1-76-164-60 | weitere Bilder |
| Dorfstraße 13 ()                  | Pfarrhof                            | hakenförmige Anlage, zweigeschossige Satteldachbauten, bezeichnet mit dem Jahr 1612 und 1613 (nicht lesbar), erneuert.                                                                            | D-1-76-164-61 |                |
| Kaldorf ()                        | Bildstock                           | Steinpfeiler mit tabernakelförmigem Abschluss mit Haube und Relief, bezeichnet mit dem Jahr 1687; an der Straße nach Titting.                                                                     | D-1-76-164-67 |                |
| Kaldorf ()                        | Wegkapelle                          | kleiner Satteldachbau, Fassadengliederung mit Pilastern, mit Holzgitter, 1889; mit Ausstattung; an der Straße nach Titting.                                                                       | D-1-76-164-65 |                |
| Nähe Dorfstraße ()                | Feldkreuz                           | groß; mit steinernem Corpus, 1862 (bezeichnet mit dem Jahr) errichtet, 1979 (bezeichnet mit dem Jahr) erneuert; an der Straße nach Petersbuch.                                                    | D-1-76-164-66 |                |
| Nähe Kapellenweg ()               | Wegkapelle                          | kleiner Satteldachbau, Fassadengliederung mit Pilastern, mit Holzgitter, 1851; am Weg nach Kesselberg.                                                                                            | D-1-76-164-63 |                |
| An der Straße nach Reuth a. W. () | Wegkapelle                          | 19. Jahrhundert | D-1-76-164-64 |                |

### Maierfeld
| Lage                   | Objekt  | Beschreibung | Akten-Nr.              | Bild           |
| ---------------------- | ------- | --- | ---------------------- | -------------- |
| Maierfeld 1 (Standort) | Gutshof | Gutshaus, zweigeschossiger kubischer Bau mit Mansardwalmdach und Dachreiter, ehemals mit Zwerchgiebel, Ende 18. Jahrhundert; Hofkapelle St. Joseph, 1700; mit Ausstattung | D-1-76-164-72 Wikidata | weitere Bilder |

### Mantlach
| Lage                         | Objekt                                      | Beschreibung | Akten-Nr.     | Bild           |
| ---------------------------- | ------------------------------------------- | --- | ------------- | -------------- |
| am Morsbacher Weg ()         | Wegkapelle                                  | kleiner Satteldachbau mit Vorhalle, Fassadengliederung mit Pilastern und Giebelnische, 17./18. Jahrhundert, Fassadenmalerei aus jüngerer Zeit; mit Ausstattung; steinernes Kreuz mit Kruzifix und Schmerzhafter Muttergottes, vergoldet (erneuert), zweite Hälfte 19. Jahrhundert; an der Abzweigung nach Morsbach. | D-1-76-164-74 | Wegkapelle     |
| Johannesstraße 10 (Standort) | Katholische Filialkirche St. Johann Baptist | Chorturmkirche, Neubau von 1613, unter Verwendung der unteren Geschosse des gotischen Chorturms, nach Westen erweitert 1892; mit Ausstattung | D-1-76-164-73 | weitere Bilder |

### Morsbach
| Lage                         | Objekt                               | Beschreibung | Akten-Nr.              | Bild           |
| ---------------------------- | ------------------------------------ | --- | ---------------------- | -------------- |
| Emsinger Wegfeld (Standort)  | Feldkreuz                            | Holzkreuz, überdacht, mit bemaltem Corpus, 19. Jahrhundert, beide erneuert; am Ortsausgang Richtung Emsing.                                                                                      | D-1-76-164-81 Wikidata | BW             |
| Nähe Schloßstraße (Standort) | Wegkapelle                           | kleiner Satteldachbau, mit Inschriftentafel bezeichnet mit dem Jahr 1851; an der Straße nach Mantlach.                                                                                           | D-1-76-164-80 Wikidata | Wegkapelle     |
| Schloßstraße 7 (Standort)    | Bauernhof                            | Bauernhaus, erdgeschossig, mit Kniestock und Kalkplattendach, Segmentbogenfenster, 1846; stattliche Scheune, Satteldachbau mit Fachwerkoberteil und ehemals Kalkplatten, 1846.                   | D-1-76-164-78 Wikidata | weitere Bilder |
| Schloßstraße 11 (Standort)   | Katholische Pfarrkirche St. Walburga | Chorturmanlage, barocker Neubau 1696–1701, Turmobergeschoss erneuert 1743, Erweiterung der Kirche 1898; mit Ausstattung; zum Teil erneuerte Friedhofsmauer, mit spätmittelalterlichem Grabstein. | D-1-76-164-75 Wikidata | weitere Bilder |
| Schloßstraße 14 (Standort)   | Pfarrstadel                          | kleiner massiver Satteldachbau aus verputztem Bruchsteinmauerwerk, mit Kalkplatten, Türstockbalken bezeichnet mit dem Jahr 1672.                                                                 | D-1-76-164-94 Wikidata | Pfarrstadel    |
| Schloßstraße 17 (Standort)   | Ehemaliges Bauernhaus                | zweigeschossiger giebelständiger Satteldachbau, mit ausgebautem Kniestock, 1884. | D-1-76-164-79 Wikidata | weitere Bilder |
| Schloßstraße 22 (Standort)   | Scheune                              | Satteldachbau auf Bruchsteinsockel mit Fachwerkoberteil, ehemals mit Kalkplatten, mittig Rundbogentor, erste Hälfte 19. Jahrhundert.                                                             | D-1-76-164-76 Wikidata | weitere Bilder |

### Oberkesselberg
| Lage              | Objekt     | Beschreibung                                                                             | Akten-Nr.     | Bild |
| ----------------- | ---------- | ---------------------------------------------------------------------------------------- | ------------- | ---- |
| Oberkesselberg () | Hofkapelle | kleiner Satteldachbau mit Nische, 18./19. Jahrhundert; mit Ausstattung; bei Haus Nr. 30. | D-1-76-164-68 |      |

### Petersbuch
| Lage                               | Objekt                             | Beschreibung | Akten-Nr.     | Bild           |
| ---------------------------------- | ---------------------------------- | --- | ------------- | -------------- |
| Petersbuch ()                      | Bildstock                          | sogenannter Dreifaltigkeitsstein, gemauerter Säulenschaft mit Satteldachhäuschen, 19. Jahrhundert, erneuert; südöstlich am Waldrand, 300 m östlich der Straße nach Seuversholz.   | D-1-76-164-85 |                |
| Am Himmelreichweg ()               | Grenzstein                         | Wohl 18. Jahrhundert | D-1-76-164-89 |                |
| Kirchplatz 1 (Standort)            | Katholische Filialkirche St. Peter | Chorturmanlage, Saalkirche mit Steildach, Langhaus und Turmobergeschoss neu erbaut 1717, Turmuntergeschoss mittelalterlich; mit Ausstattung; Kirchhofummauerung, 18. Jahrhundert. | D-1-76-164-82 | weitere Bilder |
| Westlich des Ortes im Tiergrund () | Kreuzstein                         | 1520 | D-1-76-164-87 |                |
| Reindlweg 3 ()                     | Hofkapelle                         | rechteckiger Satteldachbau mit Kalkplatten, Vorhalle auf toskanischen Stützsäulen, 1959 über barocker Grundlage erbaut; mit Ausstattung                                           | D-1-76-164-83 |                |
| Scheißfeld ()                      | Kreuzstein                         | bezeichnet mit dem Jahr 1629; an der Straße nach Seuversholz. | D-1-76-164-84 | weitere Bilder |
| Westlich des Ortes ()              | Euchstachius-Bildstock             | Bezeichnet mit dem Jahr 1877. | D-1-76-164-88 |                |
| Vierbaumfeld ()                    | Kreuzstein                         | wohl 17. Jahrhundert; 750 m südöstlich des Ortes am Himmelreichweg; Wegkruzifix auf Steinpostament, Ende 19. Jahrhundert, neben dem Kreuzstein.                                   | D-1-76-164-86 |                |

### Sammühle
| Lage                       | Objekt | Beschreibung                                      | Akten-Nr.              | Bild           |
| -------------------------- | ------ | ------------------------------------------------- | ---------------------- | -------------- |
| Sammühler Weg 1 (Standort) | Relief | Marienkrönung, 18. Jahrhundert; über der Haustür. | D-1-76-164-90 Wikidata | weitere Bilder |

### Tafelmühle
| Lage                    | Objekt     | Beschreibung | Akten-Nr.     | Bild       |
| ----------------------- | ---------- | --- | ------------- | ---------- |
| Tafelmühle 1 (Standort) | Tafelmühle | ehemaliges Mühlengebäude, jetzt Wohnhaus, breitgelagerter zweigeschossiger Satteldachbau, Ende 18. Jahrhundert erbaut, im 19. Jahrhundert überformt; Stadel, massiver Satteldachbau, mit segmentbogigen Toren, bezeichnet mit dem Jahr 1897. | D-1-76-164-95 | Tafelmühle |

### Unterkesselberg
| Lage                                | Objekt      | Beschreibung | Akten-Nr.     | Bild |
| ----------------------------------- | ----------- | --- | ------------- | ---- |
| Von Unterkesselberg nach Kaldorf () | Kreuzstein  | wohl 17. Jahrhundert, neben der Kapelle; Steinkreuz, spätmittelalterlich, 20 m südlich der Kapelle.                                    | D-1-76-164-70 |      |
| Von Unterkesselberg nach Kaldorf () | Feldkapelle | kleiner Satteldachbau mit Kalkplatten, zweite Hälfte 19. Jahrhundert, mit Kreuzstein, 16./17. Jahrhundert; an der Straße nach Kaldorf. | D-1-76-164-71 |      |
| Von Unterkesselberg nach Kaldorf () | Wegkapelle  | kleiner Satteldachbau mit Kalkplatten (erneuert), mit Nische, wohl 19. Jahrhundert; an der Abzweigung Kaldorf                          | D-1-76-164-69 |      |

## Ehemalige Baudenkmäler
In diesem Abschnitt sind Objekte aufgeführt, die früher einmal in der Denkmalliste eingetragen waren, jetzt aber nicht mehr. Objekte, die in anderem Zusammenhang – also z. B. als Teil eines Baudenkmals – weiter eingetragen sind, sollen hier nicht aufgeführt werden. Aktennummern in diesem Abschnitt sind ehemalige, jetzt nicht mehr gültige Aktennummern.

| Lage                             | Objekt       | Beschreibung                                                                       | Akten-Nr.     | Bild |
| -------------------------------- | ------------ | ---------------------------------------------------------------------------------- | ------------- | ---- |
| Herlingshard Herlingshard 3 ()   | Stallgebäude | ehemals zu Nr. 1 gehörig, gewölbter Bau, mit Kalkplattendach, 18./19. Jahrhundert. | D-1-76-164-57 |      |
| Hornmühle Hornmühle 1 (Standort) | Türgewände   | bezeichnet mit dem Jahr 1718; eiserne Ofenplatte, 19. Jahrhundert, an der Front.   | D-1-76-164-59 | BW   |